# Josep Maria Baiges i Jansà
Josep Maria Baiges i Jansà (Riudoms, 1924 - Reus, 1991) fou un dibuixant, artista i compositor de sardanes català. Nascut a Riudoms, va viure la major part de la seva vida a Reus.
Va estudiar a Riudoms i després a Barcelona. Va fer oposicions a telègrafs i va guanyar la plaça de Reus i aviat s'hi va traslladar a viure esdevenint un gran reusenc sense renunciar a Riudoms. Són molt conegudes les seves caricatures de quasi tots els personatges de la ciutat. Va exposar les seves obres de pintura a la Llotja, la Caixa d'Estalvis de Tarragona, la Caixa, Centre de Lectura i la Galeria Anquin's a Reus, i la Torre Vella de Salou i va decorar molts locals de reusencs. Com a músic va destacar en la composició de sardanes, la més coneguda de les quals és Peret Ganxet que és quasi un himne reusenc. Va compondre també altres obres, com ara una comèdia musical en un acte i caramelles. Va formar part de diferents orquestrines com a bateria i també com a cantant. A la radio (Radio Reus) va dirigir el programa Néixer una cançó on cada setmana presentava una nova cançó. Als darrers anys va obrir un estudi a un carrer proper al Passeig de Prim i es va dedicar principalment a la decoració.
El seu fill, Josep Baiges va organitzar fa poc (2013) una exposició de les seves caricatures, i n'ha editat un catàleg.
La ciutat de Reus li ha dedicat un carrer.